# 王永吉 (指挥家)
王永吉（1947年7月10日—），男，中国指挥家。

## 生平
1960年-1966年就读于上海音乐学院附中，习小提琴专业。1966年毕业后任上海电影乐团演奏员，1969年-1977年任上海京剧院《海港》剧组乐队指挥；后任上海电影乐团指挥、副团长、首席指挥，上海广播交响乐团常任指挥；1989年-1991年在上海音乐学院进修指挥、作曲；1998年在美国芝加哥交响乐团学习进修；2001年出任上海民族乐团艺术总监。